# Stegolepis
Stegolepis là một chi thực vật có hoa trong họ Rapateaceae.